# Оставь меня в раю
«Оставь меня в раю» (англ. «Hold Me in Paradise») — восьмой эпизод первого сезона телесериала канала HBO «Подпольная империя», премьера которого состоялась 7 ноября 2010 года. Сценарий был написан Мег Джексон, а режиссёром стал Брайан Кирк. Наки посещает Республиканскую национальную конвенцию в Чикаго, пока Илай заменяет его в Атлантик-Сити.

## Сюжет
Наки приезжает в Чикаго на Республиканскую национальную конвенцию, где он находит себя заинтригованным кандидатурой Уоррена Г. Гардинга над более авторитетными кандидатами, несмотря на то, что встречается с любовницей Уоррена и внебрачным ребёнком. Он обещает менеджеру Гардинга голоса делегации из Нью-Джерси в обмен на блокирование кандидатуры сенатора Эджа на пост вице-президента, зная, что его бывший союзник тайно примкнул к нему в финансировании новых дорог для Джерси-Сити, а не Атлантик-Сити Наки.
Наки останавливается в борделе Джонни Торрио, разыскивая больше информации о Гардинге. Когда Наки говорит с Торрио и местным судьёй, Джимми спускается вниз по лестнице и наезжает на своего старого покровителя. Наки ведёт себя холодно по отношению к Джимми, критикуя его за то, что он никогда не писал своей семье. В этом эпизоде становится ясным, что налоговой агент Ван Алден, всё ещё работающий в почтовом отделении Атлантик-Сити, чтобы расследовать Джимми, перехватывал устойчивый поток денег и писем, которые Джимми посылает Анджеле.
Илай наблюдает за делами своего брата. Во время собирания денег в казино однажды ночью, Илай оказывается посреди вооружённого ограбления. В него стреляет и ранит банда Д'Алессио, которые планировали ограбление с Лаки Лучано и Меером Лански.
Когда он узнаёт о ранении Илая, Наки возвращается в бордель Торрио и просит Джимми вернуться в Атлантик-Сити, напоминая ему, что как ирландец среди итальянцев, Джимми всегда будет чужаком в команде Торрио. Наки подчёркивает, что ему нужна помощь Джимми в активизации территориальной войны против Ротштейна и итальянцев. Он предлагает ему долю в его контрабандных операциях и помощь в борьбе с расследованием Ван Алдена об ограблении Джимми из первого эпизода.
Личные проблемы агента Ван Алдена вышли в свет в сцене, представляющей его удручающую домашнюю жизнь. Он борется с желанием жены о ребёнке, хотя она бесплодна. Она давит на него, чтобы он предоставил денег на операцию, которую он не может себе позволить. Впоследствии, Ван Алдена показывают, собирающим все деньги, которые он перехватил от Джимми, затем почтовый конверт его жене. Однако вскоре выяснилось, что он на самом деле передал деньги девушке Джимми, Анджеле; жена Ван Алдена начинает рыдать, когда она читает письмо, подтверждающее его решение довериться Божьей воле, а него обеспечить ей операцию.
Ротштейн готовится к юридическим проблемам из-за его роли в фиксации Мировой серии 1919 года.
Маргарет оказывается вовлечена в дела Наки, когда он звонит ей из Чикаго и просит её присмотреть за его офисом и, не открывая их, спрятать определённые документы. Финальная сцена показывает, что она провела всю ночь, сидя за столом Наки, читая книгу, которая детализирует его прибыль от бутлегерства.

## Реакция

### Реакция критиков
IGN дал эпизоду оценку 7.5, охарактеризовав его как "затишье перед эпизодом-бурей, [он] также преуспевает в урегулировании политических связей Наки, путём установления новых, на этот раз привязанные к Президентской кампанией Уоррена Гардинга. Небо может быть ограниченным для политического капитала Наки, но всё, что он хочет - это его дороги в Атлантик-Сити. И они ему понадобятся, так как война угрожает привести как союзников, так и врагов в город Наки."
The A.V. Club дал эпизоду рейтинг B.

### Рейтинги
Эпизод в целом посмотрели 3.213 миллионов зрителей.